# Grandmetz
Grandmetz is een dorp in de Belgische provincie Henegouwen, en een deelgemeente van de Waalse stad Leuze-en-Hainaut.
Grandmetz was een zelfstandige gemeente, tot die bij de gemeentelijke herindeling van 1977 toegevoegd werd aan de gemeente Leuze-en-Hainaut.

## Bezienswaardigheden
- De Sint-Michielskerk (Église Sant-Michel) met een gotisch koor uit de 15e en 16e eeuw
- De Onze-Lieve-Vrouw van Genadekapel uit de 2e helft van de 17e eeuw, met een grote linde er naast.
- De Schandpaal aan de kerk, vermoedelijk 17e-eeuws.
- Het Kasteel van Grandmetz van 1740, gewijzigd in 1876.
- Het Château des Abiens van 1913, gelegen in een park.

## Natuur en landschap
Ten noorden van Grandmetz ligt het Bois de la Motte in het Pays des Collines. Grandmetz ligt op 52 meter hoogte.

## Demografische ontwikkeling
- Bronnen:NIS, Opm:1831 tot en met 1970=volkstellingen, 1976= inwoneraantal op 31 december

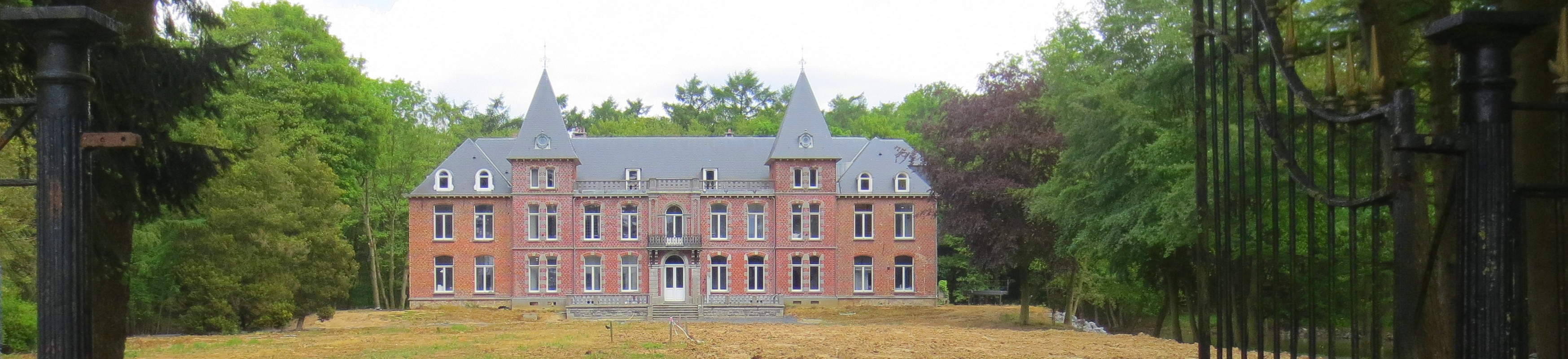
Grandmetz

## Galerij

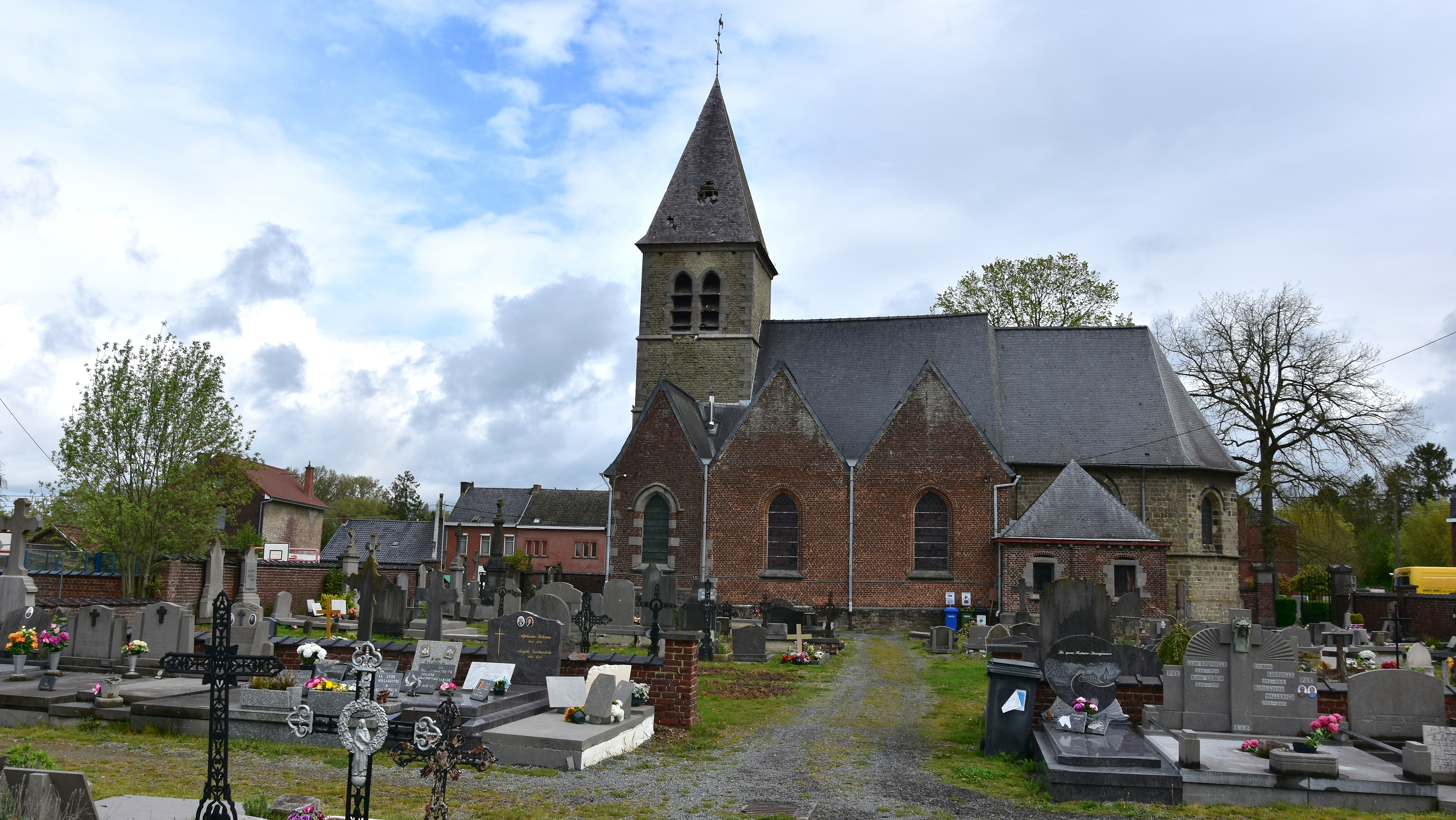
De Sint-Michielskerk en het kerkhof
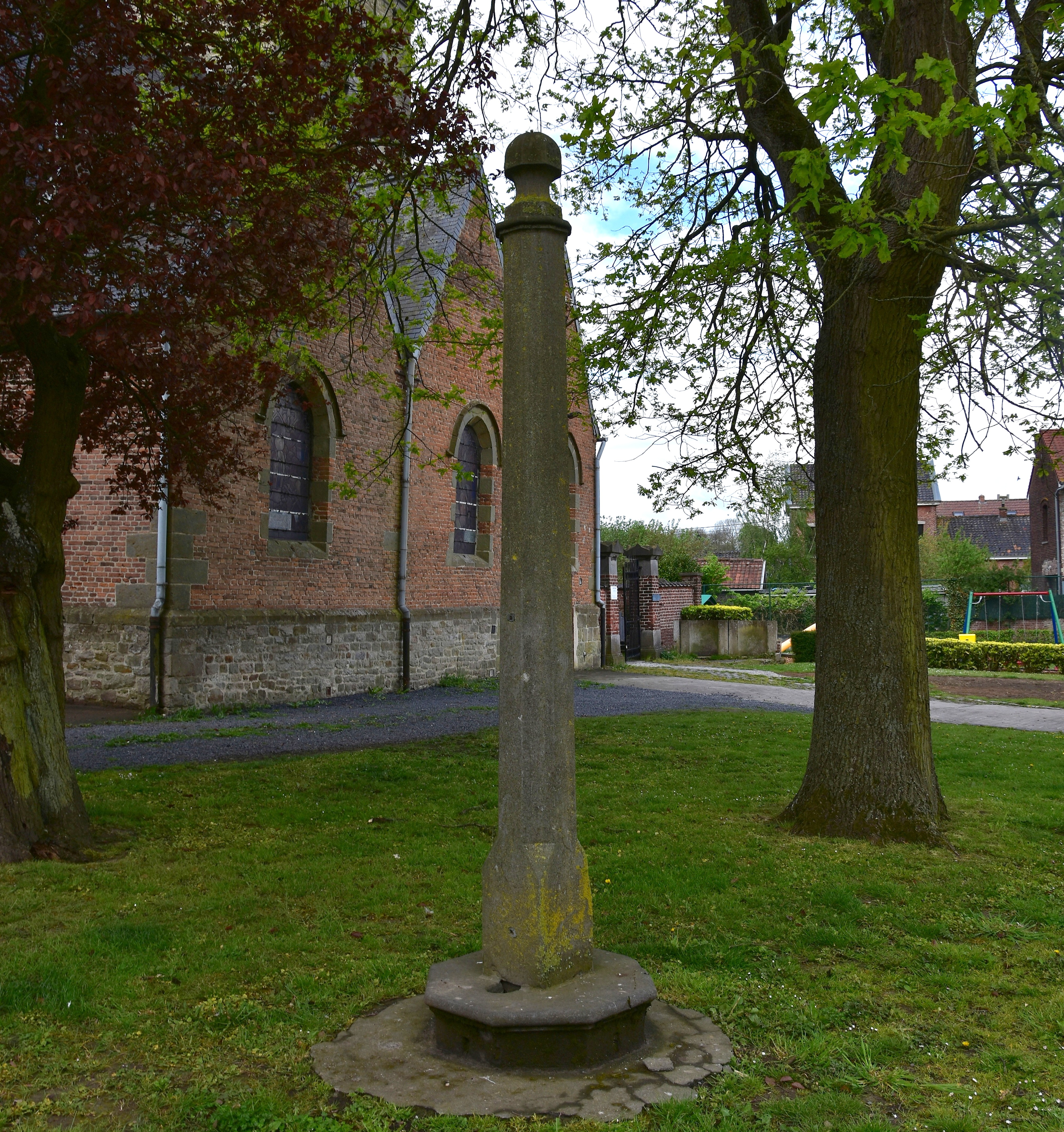
De schandpaal
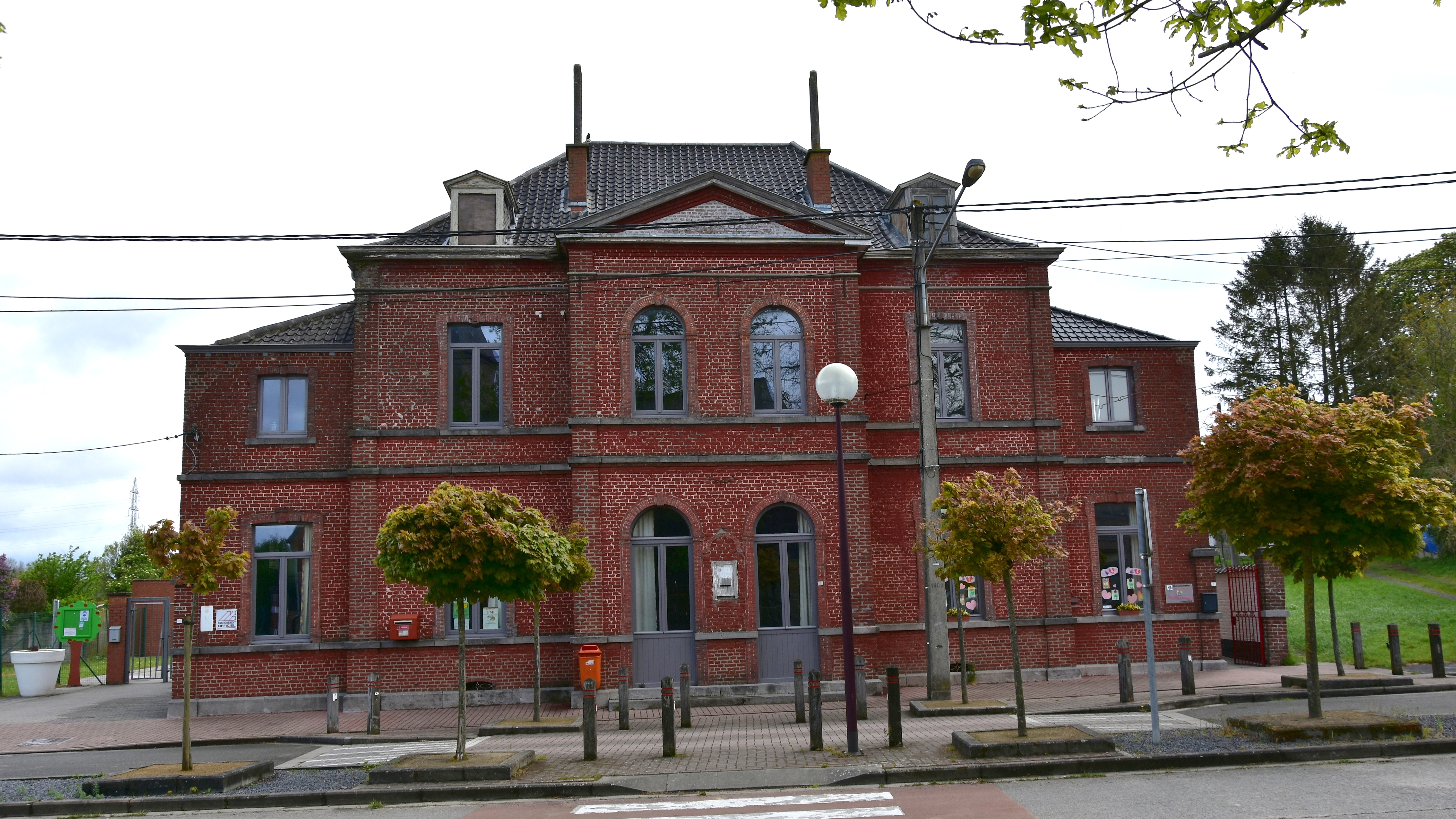
Het voormalig gemeentehuis

## Nabijgelegen kernen
Thieulain, Moustier, Chapelle-à-Wattines, Houtaing